# جورج موسى
جورج موسى (بالإنجليزية: George Moses)‏ (11 سبتمبر 1920 في المملكة المتحدة - 20 يونيو 1987 بسكاربورو في المملكة المتحدة) هو لاعب كرة قدم بريطاني (وحمل سابقاً جنسية المملكة المتحدة لبريطانيا العظمى وأيرلندا) في مركز الهجوم.